# Rainbow (groupe)
Ne doit pas être confondu avec Rainbow_(groupe_coréen).
Pour les articles homonymes, voir Rainbow.
Rainbow, parfois dénommé Ritchie Blackmore's Rainbow, est un groupe britannique de hard rock, originaire de Hertford, en Angleterre. Il est formé par Ritchie Blackmore, jusqu'alors guitariste de Deep Purple. Son histoire est marquée par de nombreux changements de musiciens, dus au caractère ombrageux du guitariste. Rainbow est classé 90e du top 100 des meilleurs groupes de hard rock, établi par VH1.

## Biographie

### Première époque (1975-1984)
C'est en mai 1975 que Ritchie Blackmore quitte officiellement Deep Purple, dont il est un des fondateurs en 1968, pour former Ritchie Blackmore's Rainbow, qu'il renomme, par la suite, plus simplement, Rainbow. Le nom du groupe est inspiré par le Rainbow Bar and Grill, un établissement sur Sunset Boulevard, à West Hollywood, en Californie.

#### Ronnie James Dio au chant (1975-1978)
Pour fonder son groupe, Blackmore recrute les musiciens du groupe new-yorkais Elf, qui a plusieurs fois assuré les premières parties des tournées américaines de Deep Purple, à l'exception du guitariste Steve Edwards. Cette formation ne dure que quelques mois, le temps d'enregistrer le premier album Ritchie Blackmore's Rainbow. Lorsque ce dernier sort en août 1975, le batteur Gary Driscoll, le bassiste Craig Gruber et le claviériste Mickey Lee Soule ont déjà quitté le groupe. Seul le chanteur Ronnie James Dio poursuit l'aventure avec Ritchie Blackmore.
Le bassiste Jimmy Bain, le claviériste Tony Carey et le batteur Cozy Powell rejoignent le groupe en septembre 1975. Cette formation produit deux albums : Rising et On Stage. Le premier, teinté d'occultisme, est élu par les lecteurs du premier numéro du magazine Kerrang! comme le meilleur album de hard rock de tous les temps[réf. nécessaire]. Le second  est un album en concert, le seul officiel du groupe sorti pendant son existence. En janvier 1977, Jimmy Bain est renvoyé et remplacé brièvement par Mark Clarke. En août, Mark Clarke et Tony Carey sont à leur tour remplacés par Bob Daisley et David Stone. Cette formation enregistre Long Live Rock 'n' Roll. Tous les albums de cette période sont produits par Martin Birch, ancien producteur de Deep Purple.
En novembre 1978, Ronnie James Dio quitte Rainbow pour entamer une carrière solo. Ritchie Blackmore en profite pour remanier presque entièrement son groupe. Il propose d'abord le poste de chanteur à Ian Gillan, ancien acolyte de Blackmore dans Deep Purple, mais celui-ci refuse expliquant qu'il avait justement quitté Deep Purple en 1973 car « le groupe se dirigeait vers un territoire musical proche de Rainbow ».

#### Graham Bonnet au chant (1979–1980)
Début 1979, outre Ritchie Blackmore, le groupe se compose de Cozy Powell à la batterie, seul membre restant de la dernière formation, Roger Glover, ancien compagnon de Blackmore dans Deep Purple, à la basse et à la production, Graham Bonnet au chant et Don Airey aux claviers, lequel rejoindra Deep Purple en 2002, alors que Blackmore n'y sera plus. Cette formation dure jusqu'à fin 1980 et enregistre un album Down to Earth dont est extrait le single Since You Been Gone. Roger Glover est aussi le producteur du groupe, qui est tête d'affiche au premier Monsters of rock de Donington.

#### Joe Lynn Turner au chant (1980–1984)
En novembre 1980, Joe Lynn Turner et Bobby Rondinelli remplacent Graham Bonnet et Cozy Powell, celui-ci estimant que le groupe s'oriente trop vers le rock FM américain, tendance Foreigner. Trois albums sortent des studios avec le nouveau chanteur : Difficult to Cure, Straight Between the Eyes et Bent Out of Shape. Autour de Ritchie Blackmore, Joe Lynn Turner et Roger Glover, on trouve à la batterie Bobby Rondinelli, de novembre 1980 à juin 1983 (deux albums), puis Chuck Burgi jusqu'en mars 1984 (un album) et, aux claviers, Don Airey jusqu'en décembre 1981 (un album), puis David Rosenthal jusqu'en mars 1984 (deux albums).
Straight Between the Eyes est l'album qui obtient le plus de succès aux États-Unis. Le groupe, cependant, emprunte de nouveau le son AOR qu'adoraient ses premiers fans. Le single Stone Cold est une ballade qui atteint la première place des Billboard Magazine's Rock Tracks. La vidéo qui l'accompagne est largement diffusée sur la chaîne MTV.
Bent Out of Shape contient le single Street of Dreams. Blackmore explique sur son site web que le clip a été banni des ondes de MTV à cause d'un supposé effet hypnotique, mais le docteur Thomas Radecki, de la National Coalition on Television Violence, critique MTV pour avoir diffusé la vidéo, ce qui contredit les propos de Blackmore.
Le groupe se sépare en mars 1984, lorsque Ritchie Blackmore et Roger Glover rejoignent Deep Purple qui a pris la décision de se reformer. Ironie du sort, Joe Lynn Turner deviendra à son tour le chanteur de Deep Purple entre 1991 et 1992, après le départ de Ian Gillan, y retrouvant Blackmore.

### Deuxième époque (1993–1997)
Fin 1993, Ritchie Blackmore quitte à nouveau Deep Purple, définitivement cette fois, et décide de reformer Rainbow avec de tout nouveaux musiciens. Il s'entoure de Doogie White (chant), Greg Smith (basse), John O. Reilly (batterie) et Paul Morris (claviers), et enregistre avec cette formation Stranger in Us All en 1995. Après la sortie de l'album, le groupe effectue une longue tournée mondiale. Elle est un véritable succès, et son concert à Düsseldorf, en Allemagne, est filmé pour l'émission télévisée Rockpalast. 
Septembre 1995 voit John O. Reilly céder sa place à la batterie à Chuck Burgi (déjà présent entre 1983 et 1984), lui-même remplacé fin 1996 par John Miceli. En avril 1997, Ritchie Blackmore dissout Rainbow pour se consacrer entièrement à Blackmore's Night, groupe de musique d'inspiration médiévale qu'il forme avec sa compagne Candice Night, qui apparaissait comme choriste lors des concerts de Rainbow à partir de 1995.

### Over the Rainbow et rééditions (2008-2013)
En 2008, d'anciens membres de Rainbow de différentes époques forment le groupe Over The Rainbow, qui reprend en concerts des morceaux du groupe de Ritchie Blackmore, mais avec son fils Jürgen Blackmore à sa place à la guitare. Les autres musiciens sont Joe Lynn Turner au chant, Greg Smith à la basse, Boby Rondinelli à la batterie et Tony Carey, puis Paul Morris aux claviers. Seuls Turner et Rondinelli ont déjà joué ensemble dans Rainbow. Ce groupe hommage se sépare en 2011.
En octobre 2010, même dissout, le groupe Rainbow profite de l'initiative de Universal Japan de remasteriser son troisième album, Long Live Rock 'n' Roll, sous le format Super Audio CD. Sous ce même format suivent Rising en 2011, puis Difficult to Cure en 2013.

### Troisième époque (depuis 2015)
À la fin de 2015, Ritchie Blackmore annonce la reformation de Rainbow pour trois concerts. Le groupe est composé de nouveaux membres cosmopolites : le chilien Ronnie Romero au chant, l'américain David Keith (membre de Blackmore's Night sous le pseudonyme Troubadour of Aberdeen) à la batterie, l'américain d'origine italienne Bob Nouveau (de son vrai nom Robert Curiano, ancien membre de Blackmore's Night sous le pseudonyme Sir Robert of Normandie) à la basse et le suédois Jens Johansson (membre de Stratovarius et ex-Yngwie Malmsteen) aux claviers, accompagnés par les choristes Candice Night et Lady Lynn, cette dernière également membre de Blackmore's Night.
Rainbow se produit en juin 2016 aux Monsters of Rock de Lorelei (Saint-Goarshausen) et en tête d'affiche à Bietigheim-Bissingen et Birmingham. Les concerts allemands sont filmés et publiés sur l'album en concert Memories in Rock - Live in Germany, ainsi que sur CD. Fin 2016, le groupe annonce quatre nouvelles dates en juin 2017 au Royaume-Uni. L'un de ses concerts sort en CD Live in Birmingham 2016.
Début 2017, le groupe rentre en studio.

## Membres

### Membres actuels
- Ritchie Blackmore : guitare (1975–1984, 1993–1997, depuis 2015) ;
- Ronnie Romero : chant (depuis 2015) ;
- Jens Johansson : claviers (depuis 2015) ;
- Bob Nouveau : basse, chœurs (depuis 2015) ;
- David Keith : batterie (depuis 2015).

Membres additionnels
- Candice Night : chœurs (1994-1997, depuis 2015) ;
- Lady Lynn (Christina Lynn Skleros) : chœurs (depuis 2015).

### Anciens membres
Cinq anciens membres sont morts. Avec Ritchie Blackmore, les claviéristes Mickey Lee Soule et Tony Carey sont ainsi les seuls membres encore en vie des deux premières formations de Rainbow.
- Ronnie James Dio (†) : chant (1975-1979), mort le 16 mai 2010 ;
- Craig Gruber (†) : basse (1975), mort le 5 mai 2015 ;
- Gary Driscoll (†) : batterie (1975), mort le 8 juin 1987 ;
- Mickey Lee Soule : claviers (1975) ;
- Cozy Powell (†) : batterie (1975-1980), mort le 5 avril 1998 ;
- Jimmy Bain (†) : basse, chœurs (1975-1977), mort le 23 janvier 2016 ;
- Tony Carey : claviers (1975-1977) ;
- David Stone : claviers (1977-1979) ;
- Mark Clarke : basse, chœurs (1977) ;
- Bob Daisley : basse (1977-1979) ;
- Roger Glover : basse, chœurs (1979-1984) ;
- Don Airey : claviers, chœurs (1979-1981) ;
- Graham Bonnet : chant (1979-1980) ;
- Joe Lynn Turner : chant (1980-1984) ;
- Bobby Rondinelli : batterie (1980-1983) ;
- David Rosenthal : claviers (1981-1984) ;
- Chuck Burgi : batterie (1983-1984, 1995-1996) ;
- Doogie White : chant (1993-1997) ;
- Greg Smith : basse, chœurs  (1993-1997) ;
- Paul Morris : claviers  (1993-1997) ;
- John O'Reilly : batterie (1993-1995) ;
- John Micelli : batterie (1997).

Musiciens additionnels
- Shoshana : chœurs (1975) ;
- Orchestre philharmonique de Munich conduit par Rainer Pietsch (1976) ;
- Orchestre à cordes bavarois conduit par Rainer Pietsch (1978) ;
- Ferenc Kiss : violon (1978) ;
- Nico Nicolic : violon (1978) ;
- Ottmar Machan : alto (1978) ;
- Karl Heinz Feit : violoncelle (1978) ;
- Rudy Risavy : flûte traversière (1978) ;
- Max Hecker : flûte à bec (1978) ;
- Lin Robinson : chœurs (1981-1984) ;
- Dee Beale : chœurs (1981-1984) ;
- Orchestre symphonique conduit par Takashi Hiroi (1984) ;
- Mitch Weiss : harmonica (1995).

### Over the rainbow (groupe hommage)
- Joe Lynn Turner : chant (2008-2011) ;
- Jürgen Blackmore : guitare ;
- Bobby Rondinelli : batterie (2008-2011) ;
- Greg Smith : basse, chœurs  (2008-2011) ;
- Tony Carey : claviers (2008) ;
- Paul Morris : claviers (2009-2011).

### Chronologie
T : Tournée uniquement 
OTR : Over the Rainbow (groupe hommage)

## Discographie

### Albums studio
- 1975 : Ritchie Blackmore's Rainbow.
- 1976 : Rainbow Rising.
- 1978 : Long Live Rock 'n' Roll.
- 1979 : Down to Earth.
- 1981 : Difficult to Cure.
- 1982 : Straight Between the Eyes.
- 1983 : Bent Out of Shape.
- 1995 : Stranger in Us All.

### Albums en concert
- 1977 : On Stage.
- 1986 : Finyl Vinyl.
- 1990 : Live in Germany 1976.
- 1996 : Live in Europe.
- 2006 : Live in Munich 1977.
- 2006 : Live in Köln 1976 - Kölner Sporthalle 25 septembre 1976.
- 2006 : Live in Düsseldorf - Düsseldorf Philipshalle 27 septembre 1976.
- 2007 : Live in Nürnberg Messezentrum Halle 28 septembre 1976.
- 2012 : Denver 1979.
- 2015 : Long Island 1979.
- 2013 : Black Masquerade.
- 2015 : Down to Earth Tour 1979.
- 2016 : Boston 1981.
- 2016 : Monsters of Rock Live at Donington 1980.
- 2016 : Memories in Rock - Live in Germany.
- 2017 : Live in Birmingham 2016.

### Singles
- 1975 : Man on the Silver Mountain.
- 1976 : Starstruck.
- 1977 : Kill the King (live).
- 1978 : Long Live Rock 'n' Roll.
- 1978 : L.A. Connection.
- 1979 : Since You Been Gone.
- 1980 : All Night Long.
- 1981 : I Surrender.
- 1981 : Can't Happen Here.
- 1981 : Jealous Lover.
- 1982 : Stone Cold.
- 1982 : Power.
- 1983 : Can't Let You Go.
- 1983 : Street of Dreams.
- 1995 : Hunting Humans.
- 1995 : Ariel.

## Vidéographie
Clips officiels :
- 1978 : L.A. Connection ;
- 1978 : Long Live Rock 'n' Roll ;
- 1978 : Gates of Babylon ;
- 1979 : Since You Been Gone ;
- 1980 : All Night Long ;
- 1981 : I Surrender ;
- 1981 : Can't Happen Here ;
- 1982 : Stone Cold ;
- 1982 : Death Alley Driver ;
- 1983 : Can't Let You Go ;
- 1983 : Street of Dreams ;
- 1995 : Ariel.